# Bataille des Cornouailles
Guerre anglo-espagnole (1585-1604)
Batailles
- San Juan de Ulúa
- Saint-Domingue
- Carthagène des Indes (en)
- Saint-Augustine
- Puerto Caballos (1er) (en)
- San Mateo (en)
- Guadeloupe (en)
- San Juan (1re) (en)
- Pinos (en)
- San Juan (2e) (en)
- Portobello (en)
- Puerto Caballos (2e) (en)

Açores et îles Canaries :
- Bataille des Açores
- Île Terceira
- Flores
- Las Palmas (en)
- Ferrol - Açores (en)

Eaux européennes :
- Cadix (1er)
- Calais - Gravelines
- La Corogne - Lisbonne
- Détroit de Gibraltar (1er) (en)
- Détroit de Gibraltar (2e) (en)
- Berlengas (en)
- Golfe d'Almería (en)
- Golfe de Gascogne (en)
- Cornouailles
- Cadix (2e)
- Sesimbra (en)
- Dover Strait (en)
- Golfe de Cadix (en)

Allemagne et Pays-Bas :
- Mons
- Goes
- Haarlem
- Schoonhoven (en)
- Gembloux
- Rijmenam
- Noordhorn
- Eindhoven (en)
- Arnhem (en)
- Zutphen
- L'Écluse (en)
- Berg-op-Zoom
- Rheinberg (en)
- Breda
- Deventer
- Groenlo (1er)
- Lippe (en)
- Turnhout
- Bredevoort (en)
- Groenlo (2e)
- Nieuport
- Ostende

France :
- Arques
- Paris
- Rouen
- Craon
- Blaye
- Fort Crozon
- Le Catelet
- Doullens
- Calais (2e) (en)
- Amiens

Irlande :
- Carrigafoyle
- Smerwick (en)
- Côte ouest irlandaise
- Kinsale
- Castlehaven (en)

La bataille des Cornouailles est un raid espagnol en Cornouailles (au sud-ouest de l'Angleterre) en 1595 pendant la guerre anglo-espagnole.
Cette bataille est notable, car c'est l'un des rares débarquements réussis de l'Espagne en Angleterre.

## Contexte
À la suite de la défaite de l'Invincible armada espagnole en 1588, le roi Philippe II d'Espagne réorganise sa marine à proximité de l'Angleterre et de l'Irlande. En 1590, les Espagnols occupent le port de Blavet et y établissent une base avancée en Bretagne.

## Déroulement
Le 23 juillet 1595, 4 galères espagnoles commandées par Carlos de Amesquita et ayant parti de Blavet arrivent sur les côtes de Cornouailles. Une force d'entre 200 et 400 soldats débarque d'abord à Mousehole le 2 août, provoquant la fuite des habitants. La ville est mise à feu par la suite,.
Les Espagnols occupent et brûlent aussitôt les villages de Paul et Newlyn. Penzance, est bombardée par les navires et également mise à feu. 
Les commandeurs britanniques Francis Drake et John Hawkins sont appelés à l'aide mais ne parviennent à rassembler qu'une centaine d'hommes pour défendre les routes à l'intérieur du territoire.